# Крупномасштабная мозговая сеть
Крупномасштабные сети мозга (также известные как внутренние сети мозга) представляют собой наборы широко распространённых областей мозга, демонстрирующих функциональную связность с помощью статистического анализа сигнала ФМРТ BOLD, ПЭТ и МЭГ. Новая парадигма в нейронауке заключается в том, что когнитивные задачи выполняются не отдельными областями мозга, работающими изолированно, а сетями, состоящими из нескольких дискретных областей мозга, которые, как говорят, «функционально связаны». Сети функциональной связности могут быть найдены с использованием таких алгоритмов, как кластерный анализ, пространственный анализ независимых компонентов (АНК), начальный анализ и другие. Синхронизированные области мозга также можно идентифицировать с помощью дальней синхронизации ЭЭГ, МЭГ или других динамических сигналов мозга.
Набор идентифицированных областей мозга, которые связаны друг с другом в крупномасштабную сеть, варьируется в зависимости от когнитивной функции. Когда когнитивное состояние не является явным (то есть субъект находится в состоянии «покоя»), крупномасштабная сеть мозга является сетью состояния покоя (ССП). Как физическая система с графоподобными свойствами[2], крупномасштабная мозговая сеть имеет как узлы, так и ребра и не может быть идентифицирована просто по совместной активации областей мозга, теории графов и динамических систем.
Крупномасштабные сети мозга идентифицируются по их функциям и обеспечивают согласованную основу для понимания познания, предлагая нейронную модель того, как возникают различные когнитивные функции, когда разные наборы областей мозга объединяются в самоорганизующиеся коалиции. Количество и состав коалиций будут варьироваться в зависимости от алгоритма и параметров, используемых для их идентификации. В одной модели есть только сеть режима по умолчанию и сеть с положительной задачей, но большинство текущих анализов показывают несколько сетей, от небольшой горстки до 17. Ниже перечислены наиболее распространённые и стабильные сети. Области, участвующие в функциональной сети, могут быть динамически реконфигурированы.
Нарушения активности в различных сетях связаны с нейропсихиатрическими расстройствами, такими как депрессия, болезнь Альцгеймера, расстройства аутистического спектра, шизофрения, СДВГ и биполярное расстройство.

## Базовые сети
[[Файл:Heine2012x3010.png|мини| Пример, который идентифицировал 10 крупномасштабных сетей мозга по активности фМРТ в состоянии покоя посредством анализа независимых компонентов .

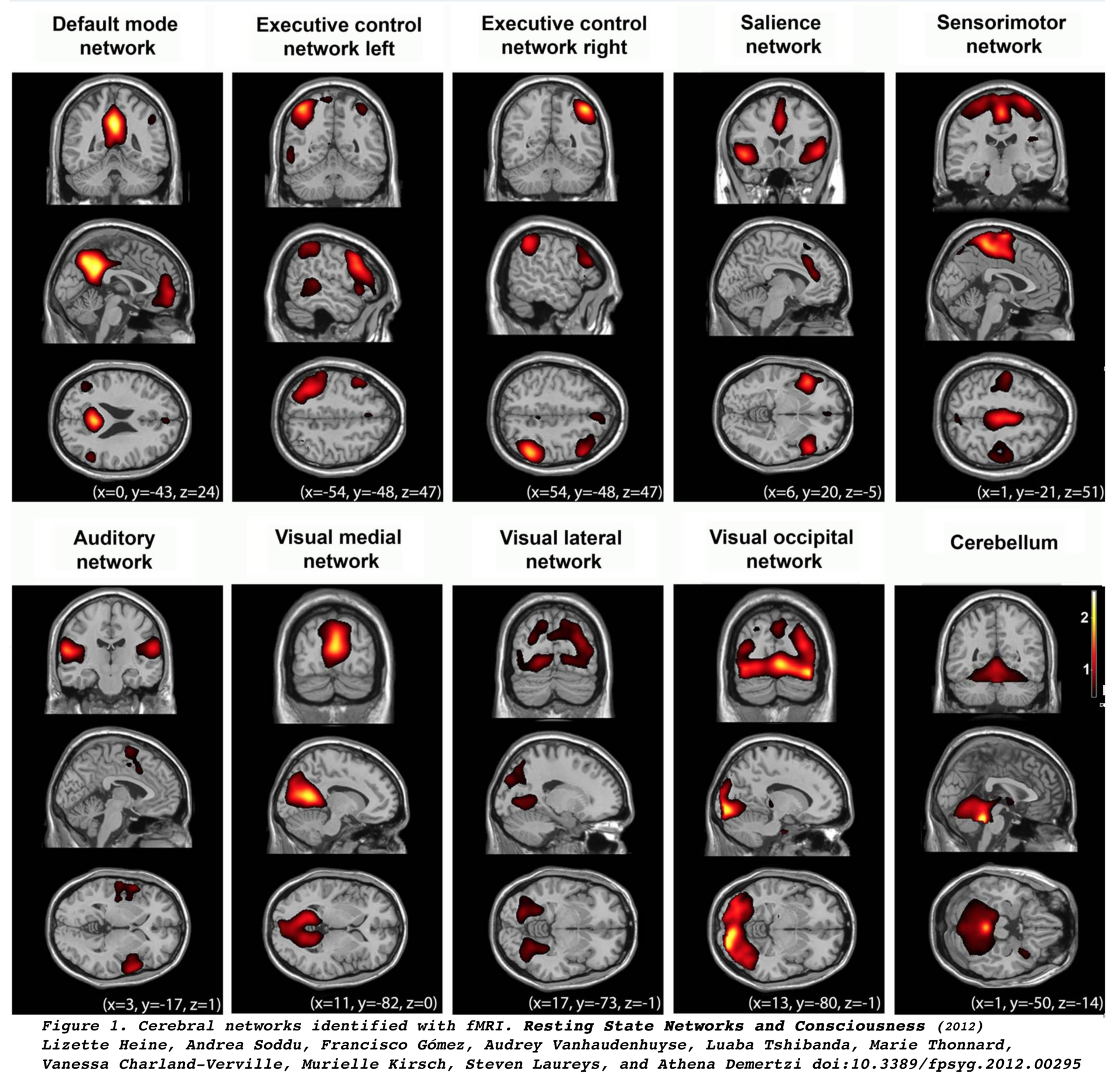
Пример, который идентифицировал 10 крупномасштабных сетей мозга по активности ФМРТ в состоянии покоя с помощью независимого компонентного анализа.

Поскольку сети мозга могут быть идентифицированы с различным разрешением и с различными нейробиологическими свойствами, в настоящее время не существует универсального атласа сетей мозга, подходящего для всех обстоятельств. Организация картирования человеческого мозга имеет рабочую группу по согласованной таксономии сетей для достижения консенсуса в отношении номенклатуры сетей. В то время как работа продолжается, Уддин, Йео и Спренг предложили в 2019 годуопределить следующие шесть сетей как основные сети на основе сходящихся данных из нескольких исследований для облегчения общения между исследователями.

### Режим по умолчанию (Медиальный фронтальный лоб)
- Сеть режима по умолчанию активна, когда человек бодрствует и находится в состоянии покоя. Он преимущественно активируется, когда люди сосредотачиваются на внутренне ориентированных задачах, таких как мечтания, видение будущего, извлечение воспоминаний и теория разума . Это отрицательно связано с мозговой системой, которая фокусируется на внешних визуальных сигналах. Это наиболее изученная сеть.[6][10][20][21][22][23][13][18][24]

### Сеть определения значимости
- Сеть значимости состоит из нескольких структур, включая переднюю (двустороннюю) островковую долю, дорсальную переднюю поясную кору и три подкорковые структуры, которые являются вентральным стриатумом, субстанцией негра/вентральной тегментальной областью[25][26] Он играет ключевую роль в мониторинге значимости внешних входных данных и внутренних событий мозга.[21][6][10][22][13][18][24] В частности, он помогает направлять внимание, определяя важные биологические и когнитивные события.[26][27]
- Эта сеть включает вентральную сеть внимания, которая в первую очередь включает височно-теменное соединение и вентральную лобную кору правого полушария.[28][29] Эти области реагируют, когда неожиданно возникают поведенческие стимулы.[29] Вентральная сеть внимания подавляется во время сфокусированного внимания, при котором используется нисходящая обработка, например, при визуальном поиске чего-либо. Эта реакция может предотвратить отвлечение целеустремленного внимания посторонними стимулами. Он снова становится активным, когда цель или соответствующая информация о цели найдены.[29][30]

### Внимание (Спинной лобно-теменной)
- Эта сеть участвует в добровольном развертывании внимания сверху- вниз.[21][22][23][18][24][29][31] Внутри дорсальной сети внимания интратеменная борозда и лобные поля глаза влияют на зрительные области мозга. Эти влияющие факторы позволяют ориентировать внимание.[32][29][27]

### Контрольная (боковая лобно-теменная)
- Эта сеть инициирует и модулирует когнитивный контроль и включает 18 подобластей мозга.[33] Существует сильная корреляция между подвижным интеллектом и вовлечением лобно-теменной сети в другие сети.[34]

- Версии этой сети также назывались сетью центрального исполнительного (или исполнительного контроля) и сетью когнитивного контроля.[28]

### Сенсомоторный или соматомоторный (перицентральный)
- Эта сеть обрабатывает соматосенсорную информацию и координирует движение.[13][18][24][10][22] Может быть включена слуховая кора .[28][8]

### Зрительный (затылочный)
- Эта сеть обрабатывает визуальную информацию.[35]

## Другие сети
Различные методы и данные выявили несколько других сетей мозга, многие из которых сильно перекрываются или являются подмножествами более хорошо охарактеризованных основных сетей.
- Лимбический[10][18][27]
- Слуховой[22][13]
- Правый/левый исполнительный[22][13]
- Мозжечок[23][13]
- Пространственное внимание[21][6]
- Язык[6][31]
- Боковой визуальный[22][23][13]
- Временная[8][24]
- Зрительное восприятие/образы[31]

## Использованная литература
1. ↑   или других методов записи, таких как ЭЭГ
2. ↑  Foster, Brett L. (1 марта 2012). Resting oscillations and cross-frequency coupling in the human posteromedial cortex. NeuroImage. 60 (1): 384–391. doi:10.1016/j.neuroimage.2011.12.019. ISSN 1053-8119. PMC 3596417. PMID 22227048.
3. ↑  Buckner, Randy L. (2008). The Brain's Default Network. Annals of the New York Academy of Sciences (англ.). 1124 (1): 1–38. Bibcode:2008NYASA1124....1B. doi:10.1196/annals.1440.011. ISSN 1749-6632. PMID 18400922.
4. ↑  Morris, Peter G. (4 октября 2011). Investigating the electrophysiological basis of resting state networks using magnetoencephalography. Proceedings of the National Academy of Sciences (англ.). 108 (40): 16783–16788. Bibcode:2011PNAS..10816783B. doi:10.1073/pnas.1112685108. ISSN 0027-8424. PMC 3189080. PMID 21930901.
5. 1 2  Petersen, Steven (October 2015). Brain Networks and Cognitive Architectures. Neuron. 88 (1): 207–219. doi:10.1016/j.neuron.2015.09.027. PMC 4598639. PMID 26447582.
6. 1 2 3 4 5 6  Bressler, Steven L. (June 2010). Large scale brain networks in cognition: emerging methods and principles. Trends in Cognitive Sciences. 14 (6): 233–290. doi:10.1016/j.tics.2010.04.004. PMID 20493761. Архивировано 6 мая 2016. Дата обращения: 24 января 2016.
7. ↑  Bressler, Steven L. (2008). Neurocognitive networks. Scholarpedia. 3 (2): 1567. Bibcode:2008SchpJ...3.1567B. doi:10.4249/scholarpedia.1567.
8. 1 2 3 4  Yeo, B. T. Thomas (1 сентября 2011). The organization of the human cerebral cortex estimated by intrinsic functional connectivity. Journal of Neurophysiology. 106 (3): 1125–1165. Bibcode:2011NatSD...2E0031H. doi:10.1152/jn.00338.2011. PMC 3174820. PMID 21653723.
9. ↑  Abou Elseoud, Ahmed (3 июня 2011). Group-ICA Model Order Highlights Patterns of Functional Brain Connectivity. Frontiers in Systems Neuroscience. 5: 37. doi:10.3389/fnsys.2011.00037. PMC 3109774. PMID 21687724.
10. 1 2 3 4 5  Bassett, Daniella (2024). How Matter Becomes Mind. Scientific American. 321 (1): 26. doi:10.1038/scientificamerican0719-26. PMID 39010450. Архивировано 18 мая 2020. Дата обращения: 23 июня 2019.
11. ↑  Griffiths, Kristi R. (2021-03-02). Structural brain network topology underpinning ADHD and response to methylphenidate treatment. Translational Psychiatry. 11 (1): 150. doi:10.1038/s41398-021-01278-x. PMC 7925571. PMID 33654073.
12. ↑  Menon, Vinod (9 сентября 2011). Large-scale brain networks and psychopathology: A unifying triple network model. Trends in Cognitive Sciences. 15 (10): 483–506. doi:10.1016/j.tics.2011.08.003. PMID 21908230. Архивировано 20 мая 2020. Дата обращения: 22 января 2023.
13. 1 2 3 4 5 6 7 8  Heine, Lizette (2012). Resting state networks and consciousness. Alterations of multiple resting state network connectivity in physiological, pharmacological and pathological consciousness states. Frontiers in Psychology. 3: 295. doi:10.3389/fpsyg.2012.00295. PMC 3427917. PMID 22969735.]]
14. ↑  Eickhoff, SB (November 2018). Imaging-based parcellations of the human brain (PDF). Nature Reviews. Neuroscience. 19 (11): 672–686. doi:10.1038/s41583-018-0071-7. hdl:2268/229950. PMID 30305712. Архивировано (PDF) 22 января 2023. Дата обращения: 22 января 2023.
15. ↑  Uddin, Lucina (10 октября 2022). A Brain Network by Any Other Name. Journal of Cognitive Neuroscience. 2022 (10): 363–364. doi:10.1162/jocn_a_01925. PMID 36223250.
16. ↑   name="Uddin2019">Uddin, LQ (November 2019). Towards a Universal Taxonomy of Macro-scale Functional Human Brain Networks. Brain Topography. 32 (6): 926–942. doi:10.1007/s10548-019-00744-6. PMC 7325607. PMID 31707621.
17. ↑  Doucet, GE (15 октября 2019). Evaluation of the spatial variability in the major resting-state networks across human brain functional atlases. Human Brain Mapping. 40 (15): 4577–4587. doi:10.1002/hbm.24722. PMC 6771873. PMID 31322303.
18. 1 2 3 4 5 6  Yeo, B. T. Thomas (1 сентября 2011). The organization of the human cerebral cortex estimated by intrinsic functional connectivity. Journal of Neurophysiology. 106 (3): 1125–1165. Bibcode:2011NatSD...2E0031H. doi:10.1152/jn.00338.2011. PMC 3174820. PMID 21653723.
19. ↑  Smith, SM (4 августа 2009). Correspondence of the brain's functional architecture during activation and rest. Proceedings of the National Academy of Sciences of the United States of America. 106 (31): 13040–5. Bibcode:2009PNAS..10613040S. doi:10.1073/pnas.0905267106. PMC 2722273. PMID 19620724.
20. ↑  Buckner, Randy L. (15 августа 2012). The serendipitous discovery of the brain's default network. NeuroImage (англ.). 62 (2): 1137–1145. doi:10.1016/j.neuroimage.2011.10.035. ISSN 1053-8119. PMID 22037421.
21. 1 2 3 4  Riedl, Valentin (2016-01-12). Metabolic connectivity mapping reveals effective connectivity in the resting human brain. PNAS. 113 (2): 428–433. Bibcode:2016PNAS..113..428R. doi:10.1073/pnas.1513752113. PMC 4720331. PMID 26712010.
22. 1 2 3 4 5 6 7  
Yuan, Rui (2015-04-30). Functional topography of the thalamocortical system in human. Brain Structure and Function. 221 (4): 1971–1984. doi:10.1007/s00429-015-1018-7. PMC 6363530. PMID 25924563.
23. 1 2 3 4  Bell, Peter T. (9 ноября 2015). Estimating Large-Scale Network Convergence in the Human Functional Connectome. Brain Connectivity. 5 (9): 565–74. doi:10.1089/brain.2015.0348. PMID 26005099.
24. 1 2 3 4 5  Shafiei, Golia (1 октября 2018). Dopamine Signaling Modulates the Stability and Integration of Intrinsic Brain Networks. Cerebral Cortex. 29 (1): 397–409. doi:10.1093/cercor/bhy264. PMC 6294404. PMID 30357316.
25. ↑  Steimke, Rosa (1 декабря 2017). Salience network dynamics underlying successful resistance of temptation. Social Cognitive and Affective Neuroscience (англ.). 12 (12): 1928–1939. doi:10.1093/scan/nsx123. ISSN 1749-5016. PMC 5716209. PMID 29048582.
26. 1 2  Brain Mapping: An Encyclopedic Reference, Academic Press, 14 февраля 2015, ISBN 978-0-12-397316-0
27. 1 2 3  Bailey, Stephen K. (2018-12-13). Applying a network framework to the neurobiology of reading and dyslexia. Journal of Neurodevelopmental Disorders. 10 (1): 37. doi:10.1186/s11689-018-9251-z. PMC 6291929. PMID 30541433.
28. 1 2 3 4  Uddin, LQ (November 2019). Towards a Universal Taxonomy of Macro-scale Functional Human Brain Networks. Brain Topography. 32 (6): 926–942. doi:10.1007/s10548-019-00744-6. PMC 7325607. PMID 31707621.
29. 1 2 3 4 5  Vossel, Simone (2014). Dorsal and Ventral Attention Systems: Distinct Neural Circuits but Collaborative Roles. The Neuroscientist. 20 (2): 150–159. doi:10.1177/1073858413494269. PMC 4107817. PMID 23835449.
30. ↑  Shulman, Gordon L. (1 ноября 2003). Quantitative Analysis of Attention and Detection Signals During Visual Search. Journal of Neurophysiology. 90 (5): 3384–3397. doi:10.1152/jn.00343.2003. ISSN 0022-3077. PMID 12917383.
31. 1 2 3  Hutton, John S. (2019-09-01). Functional Connectivity of Attention, Visual, and Language Networks During Audio, Illustrated, and Animated Stories in Preschool-Age Children. Brain Connectivity. 9 (7): 580–592. doi:10.1089/brain.2019.0679. PMC 6775495. PMID 31144523.
32. ↑  Fox, Michael D. (27 июня 2006). Spontaneous neuronal activity distinguishes human dorsal and ventral attention systems. Proceedings of the National Academy of Sciences (англ.). 103 (26): 10046–10051. Bibcode:2006PNAS..10310046F. doi:10.1073/pnas.0604187103. ISSN 0027-8424. PMC 1480402. PMID 16788060.
33. ↑  Scolari, Miranda (1 февраля 2015). Functions of the human frontoparietal attention network: Evidence from neuroimaging. Current Opinion in Behavioral Sciences. 1: 32–39. doi:10.1016/j.cobeha.2014.08.003. ISSN 2352-1546. PMC 4936532. PMID 27398396.
34. ↑  Marek, Scott (June 2018). The frontoparietal network: function, electrophysiology, and importance of individual precision mapping. Dialogues in Clinical Neuroscience. 20 (2): 133–140. doi:10.31887/DCNS.2018.20.2/smarek. ISSN 1294-8322. PMC 6136121. PMID 30250390.
35. ↑  Yang, Yan-li (2015). Brain functional network connectivity based on a visual task: visual information processing-related brain regions are significantly activated in the task state. Neural Regeneration Research. 10 (2): 298–307. doi:10.4103/1673-5374.152386. PMC 4392680. PMID 25883631.